# Amgüema
Amgüema (en rus: Амгуэма) és un poble del districte autònom de Txukotka, a Rússia, que el 2015 tenia 435 habitants.